# Aesiotyche favosa
Aesiotyche favosa là một loài bọ cánh cứng trong họ Cerambycidae.